# Schaub (příjmení)
Schaub (Schaubová, „svazek slámy, snop (otep)“), a Šaub (Šaubová):
- Brendan (Peter) Schaub (* 1983), americký komik, herec, televizní hostitel, fotbalista a smíšený bojový umělec (MMA)
- Franziska Schaub (* 1985), německá fotomodelka
- Fred Schaub (1960– 2003), německý fotbalista
- Harald (Hermann Richard) Schaub (1917–1991), německý malíř
- Käthe Schaub (1892–1973), německá politička
- Julius Schaub (1898–1967), německý SS-Obergruppenführer
- Louis Schaub (* 1994), rakouský fotbalista (záložník)
- Sir Luke Schaub (1690–1758), švýcarsko-anglický diplomat
- (Matthew) "Matt" (Rutledge) Schaub (* 1981), americký fotbalista
- Stefan Schaub (* 1952), německý hudební pedagog